# Rathaus Glött

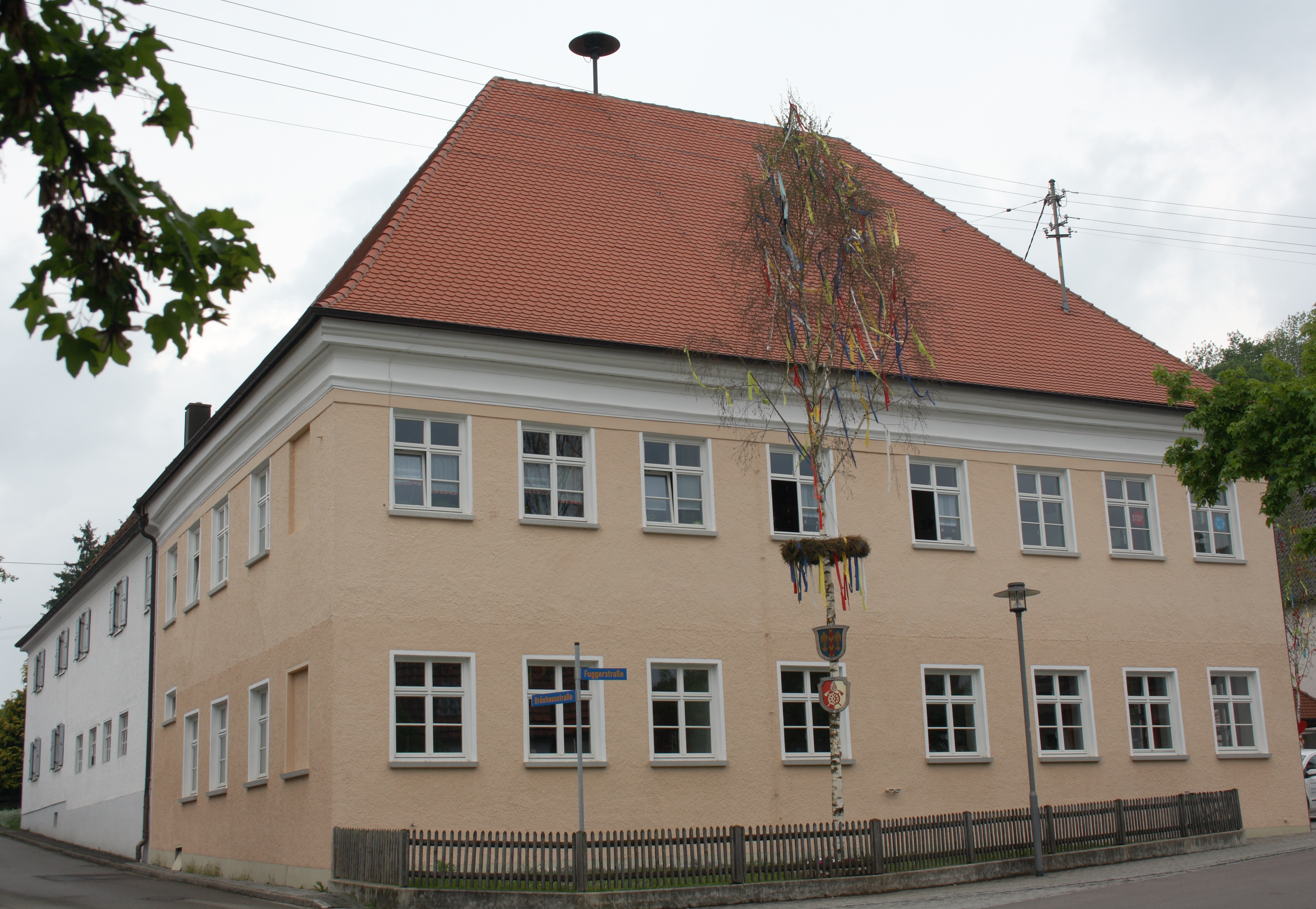
Rathaus in Glött

Das Rathaus in Glött, einer Gemeinde im Landkreis Dillingen an der Donau im bayerischen Regierungsbezirk Schwaben, wurde in der ersten Hälfte des 18. Jahrhunderts errichtet. Das Rathaus an der Fuggerstraße 8 ist ein geschütztes Baudenkmal.
Das ehemalige Fuggersche Amtshaus ist ein zweigeschossiger Walmdachbau mit acht zu vier Fensterachsen, der durch einen rückwärtigen Anbau vergrößert wurde.